# ادیپو رودریگز
ادیپو رودریگز (انگلیسی: Edipo Rodríguez؛ زادهٔ ۲۷ ژوئن ۱۹۹۳) بازیکن فوتبال اهل جمهوری دومینیکن است.
از باشگاه‌هایی که در آن بازی کرده‌است می‌توان به باشگاه فوتبال نومانسیا اشاره کرد.
وی همچنین در تیم ملی فوتبال جمهوری دومینیکن بازی کرده‌است.